# Haljbiivka, Iampol
Haljbiivka (în ucraineană Гальжбіївка) este localitatea de reședință a comunei Haljbiivka din raionul Iampol, regiunea Vinița, Ucraina.

## Demografie
Componența lingvistică a localității Haljbiivka
     Ucraineană (98,09%)
     Alte limbi (1,62%)
Conform recensământului din 2001, majoritatea populației localității Haljbiivka era vorbitoare de ucraineană (98,09%), existând în minoritate și vorbitori de alte limbi.